# Gauhar Shad
Gauhar Shad, född 1378, död 1457, var en persisk drottning, gift med Shah Rukh av Timuridernas dynasti, kung över det timuridiska imperiet i Persien och Transoxanien (bland annat nuvarande Iran och Afghanistan) mellan 1404 och 1447. 
Hon gifte sig 1391 vid ungefär 13 års ålder med Shah Rukh, son till Timur Lenk. Hennes make blev monark 1404 och hans regeringstid betraktas som en guldålder för vetenskap, litteratur och konst. Gauhar Shad intog en central plats och utövade ett visst inflytande vid hans sida. Hon lät uppföra de berömda universitetsmoskéerna i Meshed och Herat. Hon fick titeln Mahd-i Ulya. 
Det finns en välkänd legend om det besök hon avlade i Herat för att inspektera en av moskéerna. Universitetets studenter hade fått utrymma byggnaden, men en av dem hittades sovande av en hovdam, som då hade samlag med honom, vilket senare uppdagades genom hennes oordnade kläder. Gauhar Shad ska då ha låtit sammanviga studenterna med sina hovdamer. 
Efter makens död 1447 kvarstod hon som en inflytelserik kraft under de dynastiska tronstrider som utbröt. Hon avrättades 1457 på grund av sitt stöd för sitt barnbarnsbarn mot tronpretendenten prins Abu Sa'id. Ett mausoleum uppfördes till hennes ära, där hon jämfördes med drottningen av Saba. 